# Liste der Baudenkmale in Oldenburg (Oldb) – August-Hanken-Straße
In der Liste der Baudenkmale in Oldenburg (Oldb) – August-Hanken-Straße stehen alle Baudenkmale der August-Hanken-Straße in Oldenburg (Oldb).  Die Quelle der IDs und der Beschreibungen ist der Denkmalatlas Niedersachsen.
Der Stand der Liste ist das Jahr 2022(8).

## Allgemein
In den Spalten befinden sich folgende Informationen:
- Lage: die Adresse des Baudenkmales und die geographischen Koordinaten. Kartenansicht, um Koordinaten zu setzen. In der Kartenansicht sind Baudenkmale ohne Koordinaten mit einem roten Marker dargestellt und können in der Karte gesetzt werden. Baudenkmale ohne Bild sind mit einem blauen Marker gekennzeichnet, Baudenkmale mit Bild mit einem grünen Marker.
- Bezeichnung: Bezeichnung des Baudenkmales
- Beschreibung: die Beschreibung des Baudenkmales. Unter § 3 Abs. 2 NDSchG werden Einzeldenkmale und unter § 3 Abs. 3 NDSchG Gruppen baulicher Anlagen und deren Bestandteile ausgewiesen.
- ID: die Objekt-ID des Baudenkmales
- Bild: ein Bild des Baudenkmales, ggf. zusätzlich mit einem Link zu weiteren Fotos des Baudenkmals im Medienarchiv Wikimedia Commons. Wenn man auf das Kamerasymbol klickt, können Fotos zu Baudenkmalen aus dieser Liste hochgeladen werden:

Zurück zur Hauptliste
| Lage                                               | Bezeichnung               | Beschreibung | ID       | Bild |
| -------------------------------------------------- | ------------------------- | --- | -------- | ---- |
| August-Hanken-Straße 58 53° 9′ 43″ N, 8° 15′ 25″ O | Wohn-/ Wirtschaftsgebäude | Ehemaliges Flettdielenhaus in Zweiständerbauweise. Halbwalmdach in Reetdeckung. Mit Ausnahme des Wirtschaftsgiebels ist der Bau massiv erneuert, dabei seitliche Erweiterung. Giebeltrapez und Walm über Stummelbalken und profilierten Knaggen vorgekragt. Flett ganz, Diele teilweise überbaut. | 37429975 | BW   |
| August-Hanken-Straße 69 53° 9′ 48″ N, 8° 15′ 28″ O | Villa                     | Zweigeschossiger, verputzter Ziegelbau auf hohem Sockelgeschoss über winkelförmigen Grundriss mit flachem Walmdach. Obergeschoss mit Rundbogenfenstern, umlaufende Gesimse. An der vierachsigen Westseite eingeschossiger Wintergarten mit Freitreppe vorgelagert. Südfassade links eingeschossiger dreiseitiger Altan vor der sechsachsigen Fassade, die mittleren Achsen mit Dreiecksgiebel bekrönt. Rechte Seite nur eineinhalbgeschossig mit Satteldach. Um 1900 errichtet. | 37427839 |      |
| August-Hanken-Straße 69 53° 9′ 48″ N, 8° 15′ 30″ O | Wohn-/ Wirtschaftsgebäude | 1889 in Ziegelbauweise errichtetes Gulfhaus. Wohnteil verputzt – passt sich gestalterisch an den Wohnhausneubau an. | 37427981 |      |
| August-Hanken-Straße 69 53° 9′ 48″ N, 8° 15′ 30″ O | Wirtschaftsgebäude        | Gulfscheune mit Krüppelwalmdach in massiver Ziegelbauweise in den 1890er Jahren errichtet. Schließt sich rechtwinklig an das Wohn-/Wirtschaftsgebäude an. | 37428449 | BW   |
| August-Hanken-Straße 69 53° 9′ 48″ N, 8° 15′ 31″ O | Nebengebäude              | freistehendes eingeschossiges Ziegelgebäude mit Krüppelwalmdach, Wirtschaftsgebäude 1998 zu Wohnzwecken ausgebaut. | 37428565 | BW   |
| August-Hanken-Straße 76 53° 9′ 45″ N, 8° 15′ 32″ O | Wohn-/ Wirtschaftsgebäude | Flettdielenhaus in Zweiständer-Bauweise unter Halbwalmdach in Welleternit. Wirtschaftsteil noch in Fachwerk, regelmäßige quadratische Gefache. Wohnteil mit Ausnahme des Giebeltrapezes am Wohngiebel massiv ersetzt. Regelmäßig quadratische Gefache. Diele mit Ständerreihen und Kopfbändern erhalten, Flett als Flur überbaut. | 37430046 | BW   |
| August-Hanken-Straße 76 53° 9′ 46″ N, 8° 15′ 32″ O | Scheune                   | Querdurchfahrtsscheune: in der südlichen Hälfte massiv ersetzter Fachwerkbau unter Vollwalmdach in Ziegeldeckung. Sehr breite Gefache, Ständer ursprünglich mit Kopfstrebenpaaren. Kleiner Stallanbau unter abgeschlepptem Dach auf der Westseite. | 37427956 | BW   |
| August-Hanken-Straße 76 53° 9′ 46″ N, 8° 15′ 31″ O | ehem. Heuerhaus           | Ehem. Heuerhaus: heute vollständig massives und zur Querdurchfahrtsscheune mit Stall umgebautes Wirtschaftsgebäude unter Vollwalmdach in Reetdeckung. | 37428425 | BW   |